# 海馬的組成
海馬的組成（hippocampal formation）為大腦內側顳葉的構造。有關該構造所包含的範圍，學界並沒有共識。有些學者認為海馬結構包含齒狀回、海马体和岬下腳。有些則認為前岬下腳（presubiculum）、偏岬下腳和内嗅皮层皆包含在內。海馬結構被認為對於人類的記憶、空間概念，和專注力上扮演重要的角色。而海马回的傳輸途徑在所有動物之間幾乎一樣。

## 外部連結
- Image （页面存档备份，存于） University of Michigan Anatomy Project.
- Image （页面存档备份，存于） University of California Davis Brain Atlas

Template:Olfactory system